# Nordfyn (općina)
Nordfyn je općina u danskoj regiji Južna Danska.

## Zemljopis
Općina se nalazi u sjevernom dijelu otoka Fyna, prositire se na 451,57 km2.

## Stanovništvo
Prema podacima o broju stanovnika iz 2010. godine općina je imala 29.638 stanovnika, dok je prosječna gustoća naseljenosti 65,63 stan/km2. Središte općine je grad Bogense.

### Naselja
| Veća naselja u općini |           |                    |
| Br.                   | Naselje   | Stanovnika (2010.) |
| 1                     | Otterup   | 4.889              |
| 2                     | Bogense   | 3.758              |
| 3                     | Søndersø  | 3.024              |
| 4                     | Morud     | 1.615              |
| 5                     | Veflinge  | 886                |
| 6                     | Særslev   | 668                |
| 7                     | Skamby    | 469                |
| 8                     | Uggerslev | 377                |
| 9                     | Lunde     | 373                |
| 10                    | Hårslev   | 358                |

## Vanjske poveznice
- Službena stranica općine